# Race Imboden
Race Alick Reid Imboden (Tampa, 17 d'abril de 1993) és un esportista nord-americà que competeix en esgrima, especialista en la modalitat de floret.
Va participar en dos Jocs Olímpics d'Estiu, obtenint una medalla de bronze a Rio de Janeiro 2016 en la prova per equips (juntament amb Miles Chamley-Watson, Alexander Massialas i Gerek Meinhardt), i el 4t lloc a Londres 2012 també en el torneig per equips.
Va guanyar quatre medalles en el Campionat del món d'esgrima entre els anys 2013 i 2019.
L'agost de 2019, després de guanyar la medalla d'or per equips als Jocs Panamericans de Lima, Race Imboden s'agenollà al pòdium mentre sonava l'himne dels EUA en senyal de protesta pel «racisme, control d'armes i maltracte als immigrants» del govern de Trump.